# Clovis Whitfield
Clovis Whitfield est un historien de l'art britannique, spécialiste internationalement reconnu de la peinture italienne du XVIIe siècle,.
Whitfield est également propriétaire d'une galerie d'art à Londres.